# 랴잔
랴잔(러시아어: Ряза́нь)은 러시아 랴잔주의 주도로 오카강에 접해 있고, 오카강의 중요한 하항이다. 철도로 모스크바, 블라디미르와 연결되어 있다. 인구는 521,700명(2002년)으로 모스크바로부터는 남동쪽으로 196 km지점에 위치해 있다.
원래 랴잔 대공국의 수도 랴잔은 지금의 랴잔에서 남동쪽으로 50 km 지점에 위치하고 있었다(현재의 스타라야랴잔(러시아어: Старая Рязань)). 도시는 1237년에 몽골의 바투 칸에 의해서 파괴되어, 랴잔 대공국의 수도는 14세기 중반에는 페레야슬라블랴잔스키(러시아어: Переяславль-Рязанский)로 옮겨졌다. 1521년에는 모스크바 대공국에 의해 병합되었고, 1708년부터 모스크바주에 정식으로 편입되었다. 1778년에 페레야슬라블랴잔스키는 랴잔이라고 개칭되었고, 1796년부터 모스크바주의 중심지가 되었다. 19세기 후반에는 주철, 보드카 양조, 제지 등의 산업이 발달했다.
1904년 랴잔에 러시아 최초의 사회민주주의 그룹이 탄생되었다. 랴잔의 노동자들은 1905년의 혁명에 참가했다. 1917년 11월 8일(음력 10월 26일)부터 11월 12일(음력 10월 30일)에 걸쳐 소비에트 권력이 수립되었다. 1937년부터 랴잔주의 행정의 중심지였다. 제2차 세계 대전까지 식품 가공, 목재 가공 등이 발달했고, 대전 뒤에는 자동차 제조 등 중공업도 발전했다.
현재는 공작기계, 금속 가공, 기계 제조, 석유화학 등이 발달해 있다.

## 행정구역
- 모스코프스키구(Московский)
- 옥탸브리스키구(Октябрьский)
- 소베츠키구(Советский)
- 젤레즈노도로주니구(Железнодорожный)

## 인구
| 연도                | 인구    | ±%      |
| ------------------- | ------- | ------- |
| 1897                | 46,122  | —       |
| 1926                | 48,989  | +6.2%   |
| 1939                | 95,357  | +94.6%  |
| 1959                | 214,130 | +124.6% |
| 1970                | 350,151 | +63.5%  |
| 1979                | 453,267 | +29.4%  |
| 1989                | 514,638 | +13.5%  |
| 2002                | 521,560 | +1.3%   |
| 2010                | 524,927 | +0.6%   |
| 2021                | 528,599 | +0.7%   |
| Source: Census data |         |         |

## 기후
| Ryazan의 기후            | Ryazan의 기후 | Ryazan의 기후 | Ryazan의 기후 | Ryazan의 기후 | Ryazan의 기후 | Ryazan의 기후 | Ryazan의 기후 | Ryazan의 기후 | Ryazan의 기후 | Ryazan의 기후 | Ryazan의 기후 | Ryazan의 기후 | Ryazan의 기후 |
| 월                       | 1월           | 2월           | 3월           | 4월           | 5월           | 6월           | 7월           | 8월           | 9월           | 10월          | 11월          | 12월          | 연간          |
| ------------------------ | ------------- | ------------- | ------------- | ------------- | ------------- | ------------- | ------------- | ------------- | ------------- | ------------- | ------------- | ------------- | ------------- |
| 역대 최고 기온 °C (°F)   | 6.3 (43.3)    | 7.8 (46.0)    | 17.8 (64.0)   | 29.0 (84.2)   | 33.5 (92.3)   | 36.7 (98.1)   | 38.9 (102.0)  | 39.5 (103.1)  | 33.0 (91.4)   | 24.2 (75.6)   | 15.8 (60.4)   | 8.9 (48.0)    | 39.5 (103.1)  |
| 일평균 최고 기온 °C (°F) | −4.6 (23.7)   | −4.4 (24.1)   | 1.5 (34.7)    | 11.8 (53.2)   | 19.9 (67.8)   | 23.2 (73.8)   | 25.1 (77.2)   | 23.3 (73.9)   | 16.9 (62.4)   | 9.2 (48.6)    | 0.7 (33.3)    | −3.5 (25.7)   | 9.9 (49.8)    |
| 일일 평균 기온 °C (°F)   | −7.5 (18.5)   | −7.9 (17.8)   | −2.4 (27.7)   | 6.6 (43.9)    | 13.5 (56.3)   | 17.2 (63.0)   | 19.2 (66.6)   | 17.3 (63.1)   | 11.6 (52.9)   | 5.4 (41.7)    | −1.8 (28.8)   | −6.2 (20.8)   | 5.4 (41.7)    |
| 일평균 최저 기온 °C (°F) | −10.5 (13.1)  | −11.2 (11.8)  | −5.6 (21.9)   | 2.4 (36.3)    | 8.1 (46.6)    | 12.0 (53.6)   | 14.1 (57.4)   | 12.4 (54.3)   | 7.6 (45.7)    | 2.4 (36.3)    | −4.0 (24.8)   | −9.0 (15.8)   | 1.6 (34.9)    |
| 역대 최저 기온 °C (°F)   | −40.9 (−41.6) | −34.8 (−30.6) | −28.6 (−19.5) | −18.6 (−1.5)  | −5.0 (23.0)   | −1.8 (28.8)   | 3.5 (38.3)    | 0.4 (32.7)    | −7.3 (18.9)   | −14.7 (5.5)   | −24.5 (−12.1) | −39.7 (−39.5) | −40.9 (−41.6) |
| 평균 강수량 mm (인치)    | 42 (1.7)      | 36 (1.4)      | 28 (1.1)      | 40 (1.6)      | 37 (1.5)      | 73 (2.9)      | 88 (3.5)      | 62 (2.4)      | 54 (2.1)      | 66 (2.6)      | 49 (1.9)      | 46 (1.8)      | 621 (24.4)    |
| 평균 강우일수            | 4             | 4             | 5             | 11            | 13            | 15            | 14            | 13            | 14            | 15            | 11            | 5             | 124           |
| 평균 강설일수            | 23            | 20            | 13            | 4             | 1             | 0             | 0             | 0             | 0.4           | 4             | 14            | 22            | 101           |
| 평균 상대 습도 (%)       | 85            | 82            | 76            | 67            | 61            | 70            | 72            | 74            | 77            | 82            | 86            | 85            | 76            |
| 출처: Pogoda.ru.net      |               |               |               |               |               |               |               |               |               |               |               |               |               |

## 랴잔의 유명인
- 이반 파블로프 - 심리학자
- 콘스탄틴 치올콥스키 - 과학자
- 세르게이 예세닌 - 시인
- 안드레이 마르코프 - 수학자
- 알렉산드라 트루소바 - 피겨스케이팅 선수

## 자매 도시
- 불가리아 로베치 (1964년)
- 독일 뮌스터 (1989년)
- 조선민주주의인민공화국 개성시
- 프랑스 브레쉬르 (1997년)
- 중국 쉬저우 시 (1998년)
- 이탈리아 알레산드리아 (2006년)
- 폴란드 오스트로프 마조비크카 (2008년)
- 압하스 New Athos (2008년)